# 羅馬－安息戰爭
羅馬－安息戰爭（Roman–Parthian Wars）是羅馬帝國與安息帝國（在西方稱帕提亞帝國）自西元前一世紀開始的一連串軍事衝突，並且延續至三世紀。

## 前期
前53年羅馬將領克拉蘇率兵入侵安息帝國，結果在卡萊戰役慘敗陣亡。前36年馬克·安東尼進攻安息屬國阿特羅帕特尼王國同樣遭到擊敗。隨後羅馬和安息保持了幾十年的和平。

## 後期
58年衝突再度爆發，起因於安息國王沃洛吉斯一世將弟弟立為亞美尼亞國王。為阻止亞美尼亞王國落入安息掌控的羅馬派出格奈烏斯·多米提烏斯·科爾布羅出兵亞美尼亞，最後雙方簽訂朗戴亞條約，規定亞美尼亞王位可由阿爾薩息王朝成員擔任，但必須經由羅馬同意。
之後的羅馬皇帝圖拉真、哈德良、塞普蒂米烏斯·塞維魯等人皆曾先後對安息帝國出兵；其中阿維狄烏斯·卡西烏斯於165年在杜拉歐羅普斯戰勝安息軍隊，毀滅了塞琉西亞古城。最後一場羅馬與安息的戰爭發生於卡拉卡拉在位期間，羅馬於尼西比斯之戰敗於安息。不久後安息帝國被薩珊王朝取代。